# 有働Times
『有働Times』（うどうタイムズ）は、2024年10月6日からテレビ朝日系列で、毎週日曜20時56分 - 22時15分（JST）に生放送されている報道・情報番組。有働由美子の冠番組でもある。

## 概要
2024年9月まで、日曜21時台にて放送されていた情報番組『サンデーステーション』の後継番組であるとともに、2024年10月期の改編における「日曜の大改革」の目玉としても位置づけられている。
『サンデーステーション』が「ニュース番組なのでニュース一辺倒」であったのに対し、本番組ではNHK出身のフリーアナウンサーで、テレビ朝日の番組へは初出演となる有働由美子をキャスターに起用し、「エンターテインメントを包んだ創造的なニュース・ワイドショーを目指す」という意図があることを、10月期改編説明会に際してテレビ朝日のコンテンツ編成局総合編成部長の河野太一が明らかにしている。それに即した形で、「日曜のよる、視聴者をもてなす」という番組コンセプトも掲げられており、従来のニュース・ワイドショーとは明確に一線を画した、「今」を切り取ることにこだわったニュースなどを視聴者に届けていくことが志向されている。
また、放送時間は前番組から19分拡大となるが、これについて前出の河野は、本番組がこれまでとは異なるニュース番組を作ろうとしていると前置きしつつ、そのために尺もこれまでより拡大してお届けしようと考えている、とコメントしている。放送開始時刻も前番組より4分早い20時56分からであるが、こちらは直前の時間帯にて放送されている『ポツンと一軒家』（朝日放送テレビ制作）から直結で見てもらおうという狙いから、系列局との連携で全国ネットを実現したものであるという。
メインキャスターの有働も並々ならぬ気合いを入れ、積極的に番組作りに参加する姿勢を見せていた本番組は、後述の通り初回放送の世帯視聴率が10.8%を記録し、その後もコア視聴率の低さが報じられながらも、平均世帯視聴率は一桁台後半から10%近い数字を出す週もあるなど好調を維持。前出の河野も、『サンデーステーション』の平均視聴率よりも若干上回る形で推移しており、好発進したと捉えていると語っている。

## 出演者

### メインキャスター
- 有働由美子[1]

### コメンテーター
- 千々岩森生[1]（テレビ朝日政治部官邸キャップ）

### レギュラー
- 浅尾美和[1]

### 不定期
- 玉川徹[1]

### 進行
いずれもテレビ朝日アナウンサーが担当。
- 紀真耶
- 武隈光希
- 山本雪乃

### フィールドレポーター
- 草薙和輝

### 天気キャスター
- 片岡信和[1]

## ネット局
| 放送対象地域   | 放送局                       | 系列           | 放送日時           | ネット状況 |
| -------------- | ---------------------------- | -------------- | ------------------ | ---------- |
| 関東広域圏     | テレビ朝日（EX）             | テレビ朝日系列 | 日曜 20:56 - 22:15 | 制作局     |
| 北海道         | 北海道テレビ（HTB）          | テレビ朝日系列 | 日曜 20:56 - 22:15 | 同時ネット |
| 青森県         | 青森朝日放送（ABA）          | テレビ朝日系列 | 日曜 20:56 - 22:15 | 同時ネット |
| 岩手県         | 岩手朝日テレビ（IAT）        | テレビ朝日系列 | 日曜 20:56 - 22:15 | 同時ネット |
| 宮城県         | 東日本放送（khb）            | テレビ朝日系列 | 日曜 20:56 - 22:15 | 同時ネット |
| 秋田県         | 秋田朝日放送（AAB）          | テレビ朝日系列 | 日曜 20:56 - 22:15 | 同時ネット |
| 山形県         | 山形テレビ（YTS）            | テレビ朝日系列 | 日曜 20:56 - 22:15 | 同時ネット |
| 福島県         | 福島放送（KFB）              | テレビ朝日系列 | 日曜 20:56 - 22:15 | 同時ネット |
| 新潟県         | 新潟テレビ21（UX）           | テレビ朝日系列 | 日曜 20:56 - 22:15 | 同時ネット |
| 長野県         | 長野朝日放送（abn）          | テレビ朝日系列 | 日曜 20:56 - 22:15 | 同時ネット |
| 静岡県         | 静岡朝日テレビ（SATV）       | テレビ朝日系列 | 日曜 20:56 - 22:15 | 同時ネット |
| 石川県         | 北陸朝日放送（HAB）          | テレビ朝日系列 | 日曜 20:56 - 22:15 | 同時ネット |
| 中京広域圏     | 名古屋テレビ（メ〜テレ/NBN） | テレビ朝日系列 | 日曜 20:56 - 22:15 | 同時ネット |
| 近畿広域圏     | 朝日放送テレビ（ABC TV）     | テレビ朝日系列 | 日曜 20:56 - 22:15 | 同時ネット |
| 広島県         | 広島ホームテレビ（HOME）     | テレビ朝日系列 | 日曜 20:56 - 22:15 | 同時ネット |
| 山口県         | 山口朝日放送（yab）          | テレビ朝日系列 | 日曜 20:56 - 22:15 | 同時ネット |
| 香川県・岡山県 | 瀬戸内海放送（KSB）          | テレビ朝日系列 | 日曜 20:56 - 22:15 | 同時ネット |
| 愛媛県         | 愛媛朝日テレビ（eat）        | テレビ朝日系列 | 日曜 20:56 - 22:15 | 同時ネット |
| 福岡県         | 九州朝日放送（KBC）          | テレビ朝日系列 | 日曜 20:56 - 22:15 | 同時ネット |
| 長崎県         | 長崎文化放送（ncc）          | テレビ朝日系列 | 日曜 20:56 - 22:15 | 同時ネット |
| 熊本県         | 熊本朝日放送（KAB）          | テレビ朝日系列 | 日曜 20:56 - 22:15 | 同時ネット |
| 大分県         | 大分朝日放送（OAB）          | テレビ朝日系列 | 日曜 20:56 - 22:15 | 同時ネット |
| 鹿児島県       | 鹿児島放送（KKB）            | テレビ朝日系列 | 日曜 20:56 - 22:15 | 同時ネット |
| 沖縄県         | 琉球朝日放送（QAB）          | テレビ朝日系列 | 日曜 20:56 - 22:15 | 同時ネット |

## 放送時間変更による反響
2024年
- 10月6日：初回15分拡大スペシャルと称し、通常よりもさらに15分拡大となる22時30分まで放送。有働が「ナスD」こと友寄隆英とともに、アメリカのグランドサークルを取材する特集などが組まれ[1]、世帯視聴率は10.8%を記録した[注 1][7]。
- 10月27日：『選挙ステーション2024』との合同特別番組（19時54分 - 翌0時）として、同日施行の第50回衆議院議員総選挙の開票速報を中心に放送。本番組は22時45分 - 翌0時までのパートを担当し[8]、世帯視聴率は5.4%を記録した[注 1][9]。